# Pokój w Pradze (1635)

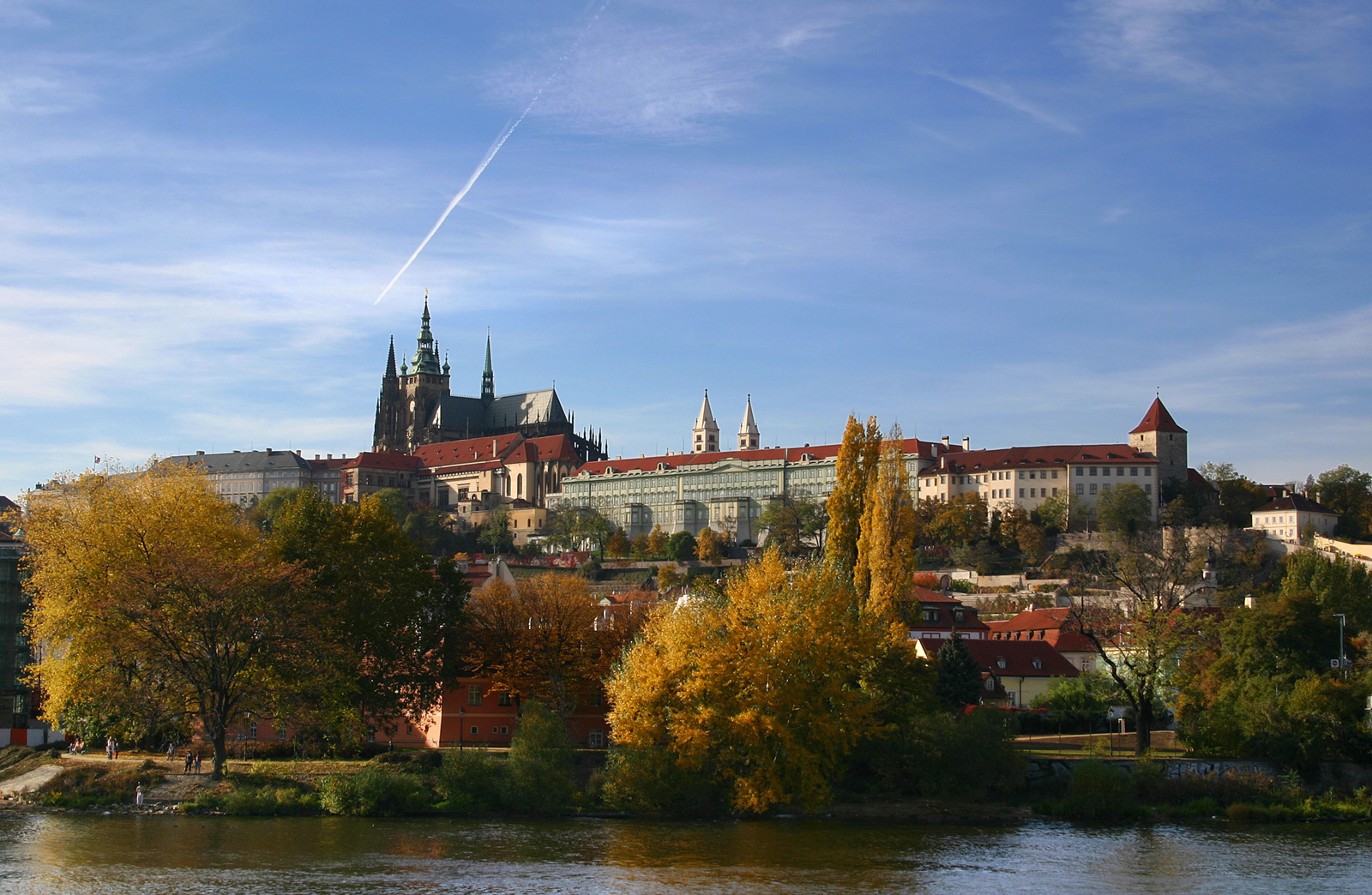
Widok na zamek w Pradze

Pokój w Pradze – traktat pokojowy kończący trzecią fazę wojny trzydziestoletniej, zawarty 30 maja 1635 w Pradze pomiędzy elektorem saskim Janem Jerzym I (głównym przedstawicielem protestantów niemieckich) i cesarzem Ferdynandem II.
Postanowienia:
- zawieszenie edyktu restytucyjnego na 40 lat[2]
- zachowanie przez luteran posiadłości, które posiadali 12 listopada 1627 roku[2]
- brak amnestii dla zbiegłych z Czech krewnych Fryderyka V Palatynackiego[2]
- amnestia powszechna dla wszystkich, którzy walczyli przeciw cesarzowi Ferdynandowi[2]
- zachowanie Palatynatu przez Maksymiliana I Bawarskiego[2]
- zwrot Meklemburgii i Pomorza ich dotychczasowym władcom[2]
- obietnica odnowienia przez Ferdynanda Sądu Kameralnego Rzeszy[2]
- zniesienie zakazu sojuszy pomiędzy państwami Rzeszy[2]
- włączenie wszystkich formacji zbrojnych z Rzeszy w skład cesarskiej armii przy zachowaniu finansowania przez państwa Rzeszy[2]
- zarezerwowanie tytułu cesarskich generałów dla elektorów Rzeszy[2]
- przyznanie Saksonii Łużyc jako czeskiego lenna[1]